# Gerhard Rummel
Gerhard Ansgar Rummel (* 25. Februar 1944; † 8. August 2024) war ein deutscher römisch-katholischer Theologe.

## Leben
Rummel studierte römisch-katholische Theologie. Von 1976 bis 2009 war Rummel als Professor für Katholische Theologie an der Katholischen Hochschule Freiburg tätig. Er lehrte in den Fachbereichen Didaktik und Methodik des Religionsunterrichts sowie Pastoraltheologie.
Er vertrat auch 20 Jahre die Fachhochschulen im Beirat der deutschsprachigen Pastoraltheologen und hatte acht Jahre den Vorsitz der Konferenz der Theologischen Fachbereiche an den Katholischen Fachhochschulen in Deutschland inne.
In seinem Ruhestand engagierte er sich weiter in der seelsorgerischen Seniorenarbeit, speziell in der „Alten- und Pflegeheim-Seelsorge“, und widmete sich dem Thema Abschiedlichkeit menschlichen Lebens.

## Veröffentlichungen (Auswahl)
- Kinder- und Familiengottesdienst, Kösel, München 1981
- Einführung und Unterrichtshilfen zu "Wie wir Menschen leben", Band 1, Herder, Freiburg im Breisgau 1975
- Einführung und Unterrichtshilfen zu "Wie wir Menschen leben", Band 2, Herder, Freiburg im Breisgau 1975,
- Wie wir Menschen leben – Ein Religionsbuch für das ... Schuljahr/ Arbeitsheft Mein Religionsheft, 1979